# Сборная Ирландии по футболу
Сборная Ирландии по футболу (ирл. Foireann peile náisiúnta Phoblacht na hÉireann; англ. Republic of Ireland national football team) — национальная футбольная сборная, представляющая Ирландию в международных матчах и турнирах. Управляющая организация — Футбольная ассоциация Ирландии. Официальное название — Сборная Республики Ирландия (ирл. Foireann sacair náisiúnta Phoblacht na hÉireann, англ. Republic of Ireland national football team) — согласно решению ФИФА, название «сборная Ирландии» официально не используется, так как ФАИ представляет не весь остров, а Республику Ирландия. Домашние матчи проводит на стадионе «Авива» в Дублине, открывшимся в мае 2010 года.
По состоянию на 9 апреля 2020 года сборная в рейтинге ФИФА занимает 34-е место, а в рейтинге УЕФА на 11 октября 2017 года — 19-е.

## Статистика выступлений
На чемпионатах мира
| Год   | Раунд                  | Место                  | И                      | В                      | Н*                     | П                      | РМ                     |                        |
| ----- | ---------------------- | ---------------------- | ---------------------- | ---------------------- | ---------------------- | ---------------------- | ---------------------- | ---------------------- |
| 1930  | Не участвовали         | Не участвовали         | Не участвовали         | Не участвовали         | Не участвовали         | Не участвовали         | Не участвовали         | Не участвовали         |
| 1934  | Не прошли квалификацию | Не прошли квалификацию | Не прошли квалификацию | Не прошли квалификацию | Не прошли квалификацию | Не прошли квалификацию | Не прошли квалификацию | Не прошли квалификацию |
| 1938  | Не прошли квалификацию | Не прошли квалификацию | Не прошли квалификацию | Не прошли квалификацию | Не прошли квалификацию | Не прошли квалификацию | Не прошли квалификацию | Не прошли квалификацию |
| 1950  | Не прошли квалификацию | Не прошли квалификацию | Не прошли квалификацию | Не прошли квалификацию | Не прошли квалификацию | Не прошли квалификацию | Не прошли квалификацию | Не прошли квалификацию |
| 1954  | Не прошли квалификацию | Не прошли квалификацию | Не прошли квалификацию | Не прошли квалификацию | Не прошли квалификацию | Не прошли квалификацию | Не прошли квалификацию | Не прошли квалификацию |
| 1958  | Не прошли квалификацию | Не прошли квалификацию | Не прошли квалификацию | Не прошли квалификацию | Не прошли квалификацию | Не прошли квалификацию | Не прошли квалификацию | Не прошли квалификацию |
| 1962  | Не прошли квалификацию | Не прошли квалификацию | Не прошли квалификацию | Не прошли квалификацию | Не прошли квалификацию | Не прошли квалификацию | Не прошли квалификацию | Не прошли квалификацию |
| 1966  | Не прошли квалификацию | Не прошли квалификацию | Не прошли квалификацию | Не прошли квалификацию | Не прошли квалификацию | Не прошли квалификацию | Не прошли квалификацию | Не прошли квалификацию |
| 1970  | Не прошли квалификацию | Не прошли квалификацию | Не прошли квалификацию | Не прошли квалификацию | Не прошли квалификацию | Не прошли квалификацию | Не прошли квалификацию | Не прошли квалификацию |
| 1974  | Не прошли квалификацию | Не прошли квалификацию | Не прошли квалификацию | Не прошли квалификацию | Не прошли квалификацию | Не прошли квалификацию | Не прошли квалификацию | Не прошли квалификацию |
| 1978  | Не прошли квалификацию | Не прошли квалификацию | Не прошли квалификацию | Не прошли квалификацию | Не прошли квалификацию | Не прошли квалификацию | Не прошли квалификацию | Не прошли квалификацию |
| 1982  | Не прошли квалификацию | Не прошли квалификацию | Не прошли квалификацию | Не прошли квалификацию | Не прошли квалификацию | Не прошли квалификацию | Не прошли квалификацию | Не прошли квалификацию |
| 1986  | Не прошли квалификацию | Не прошли квалификацию | Не прошли квалификацию | Не прошли квалификацию | Не прошли квалификацию | Не прошли квалификацию | Не прошли квалификацию | Не прошли квалификацию |
| 1990  | Четвертьфинал          | 7                      | 5                      | 0                      | 4                      | 1                      | 2-3                    |                        |
| 1994  | 1/8 финала             | 15                     | 4                      | 1                      | 1                      | 2                      | 2-4                    |                        |
| 1998  | Не прошли квалификацию | Не прошли квалификацию | Не прошли квалификацию | Не прошли квалификацию | Не прошли квалификацию | Не прошли квалификацию | Не прошли квалификацию | Не прошли квалификацию |
| 2002  | 1/8 финала             | 12                     | 4                      | 1                      | 3                      | 0                      | 6-3                    |                        |
| 2006  | Не прошли квалификацию | Не прошли квалификацию | Не прошли квалификацию | Не прошли квалификацию | Не прошли квалификацию | Не прошли квалификацию | Не прошли квалификацию | Не прошли квалификацию |
| 2010  | Не прошли квалификацию | Не прошли квалификацию | Не прошли квалификацию | Не прошли квалификацию | Не прошли квалификацию | Не прошли квалификацию | Не прошли квалификацию | Не прошли квалификацию |
| 2014  | Не прошли квалификацию | Не прошли квалификацию | Не прошли квалификацию | Не прошли квалификацию | Не прошли квалификацию | Не прошли квалификацию | Не прошли квалификацию | Не прошли квалификацию |
| 2018  | Не прошли квалификацию | Не прошли квалификацию | Не прошли квалификацию | Не прошли квалификацию | Не прошли квалификацию | Не прошли квалификацию | Не прошли квалификацию | Не прошли квалификацию |
| 2022  | Не прошли квалификацию | Не прошли квалификацию | Не прошли квалификацию | Не прошли квалификацию | Не прошли квалификацию | Не прошли квалификацию | Не прошли квалификацию | Не прошли квалификацию |
| Итого | 3/21                   |                        | 13                     | 2                      | 8                      | 3                      | 10-10                  |                        |

* В ничьи включены также матчи плей-офф, которые завершились послематчевыми пенальти.
На чемпионатах Европы
| Год   | Раунд                  | Место                  | И                      | В                      | Н*                     | П                      | РМ                     |                        |
| ----- | ---------------------- | ---------------------- | ---------------------- | ---------------------- | ---------------------- | ---------------------- | ---------------------- | ---------------------- |
| 1960  | Не прошли квалификацию | Не прошли квалификацию | Не прошли квалификацию | Не прошли квалификацию | Не прошли квалификацию | Не прошли квалификацию | Не прошли квалификацию | Не прошли квалификацию |
| 1964  | Не прошли квалификацию | Не прошли квалификацию | Не прошли квалификацию | Не прошли квалификацию | Не прошли квалификацию | Не прошли квалификацию | Не прошли квалификацию | Не прошли квалификацию |
| 1968  | Не прошли квалификацию | Не прошли квалификацию | Не прошли квалификацию | Не прошли квалификацию | Не прошли квалификацию | Не прошли квалификацию | Не прошли квалификацию | Не прошли квалификацию |
| 1972  | Не прошли квалификацию | Не прошли квалификацию | Не прошли квалификацию | Не прошли квалификацию | Не прошли квалификацию | Не прошли квалификацию | Не прошли квалификацию | Не прошли квалификацию |
| 1976  | Не прошли квалификацию | Не прошли квалификацию | Не прошли квалификацию | Не прошли квалификацию | Не прошли квалификацию | Не прошли квалификацию | Не прошли квалификацию | Не прошли квалификацию |
| 1980  | Не прошли квалификацию | Не прошли квалификацию | Не прошли квалификацию | Не прошли квалификацию | Не прошли квалификацию | Не прошли квалификацию | Не прошли квалификацию | Не прошли квалификацию |
| 1984  | Не прошли квалификацию | Не прошли квалификацию | Не прошли квалификацию | Не прошли квалификацию | Не прошли квалификацию | Не прошли квалификацию | Не прошли квалификацию | Не прошли квалификацию |
| 1988  | Групповой этап         | 5                      | 3                      | 1                      | 1                      | 1                      | 2-2                    |                        |
| 1992  | Не прошли квалификацию | Не прошли квалификацию | Не прошли квалификацию | Не прошли квалификацию | Не прошли квалификацию | Не прошли квалификацию | Не прошли квалификацию | Не прошли квалификацию |
| 1996  | Не прошли квалификацию | Не прошли квалификацию | Не прошли квалификацию | Не прошли квалификацию | Не прошли квалификацию | Не прошли квалификацию | Не прошли квалификацию | Не прошли квалификацию |
| 2000  | Не прошли квалификацию | Не прошли квалификацию | Не прошли квалификацию | Не прошли квалификацию | Не прошли квалификацию | Не прошли квалификацию | Не прошли квалификацию | Не прошли квалификацию |
| 2004  | Не прошли квалификацию | Не прошли квалификацию | Не прошли квалификацию | Не прошли квалификацию | Не прошли квалификацию | Не прошли квалификацию | Не прошли квалификацию | Не прошли квалификацию |
| 2008  | Не прошли квалификацию | Не прошли квалификацию | Не прошли квалификацию | Не прошли квалификацию | Не прошли квалификацию | Не прошли квалификацию | Не прошли квалификацию | Не прошли квалификацию |
| 2012  | 1-й раунд              | 15                     | 3                      | 0                      | 0                      | 3                      | 1-9                    |                        |
| 2016  | 1/8 финала             | -                      | 4                      | 1                      | 1                      | 2                      | 3-6                    |                        |
| 2020  | Не прошли квалификацию | Не прошли квалификацию | Не прошли квалификацию | Не прошли квалификацию | Не прошли квалификацию | Не прошли квалификацию | Не прошли квалификацию | Не прошли квалификацию |
| 2024  | Не прошли квалификацию | Не прошли квалификацию | Не прошли квалификацию | Не прошли квалификацию | Не прошли квалификацию | Не прошли квалификацию | Не прошли квалификацию | Не прошли квалификацию |
| Итого | 3/16                   |                        | 10                     | 2                      | 2                      | 6                      | 6-17                   |                        |

* В ничьи включены также матчи плей-офф, которые завершились послематчевыми пенальти.

## Текущий состав
Следующие игроки были вызваны в состав сборной главным тренером Стивеном Кенни для участия в матче квалификации Евро-2024 против сборной Франции (27 марта 2023).
Игры и голы приведены по состоянию на 21 марта 2023 года:
|  | Вр  | Гэвин Базуну      | 20 февраля 2002 (23 года) | 13 | 0  | Саутгемптон              |  |  |
|  | Вр  | Куивин Келлехер   | 28 ноября 1998 (26 лет)   | 9  | 0  | Ливерпуль                |  |  |
|  | Вр  | Марк Траверс      | 18 мая 1999 (26 лет)      | 3  | 0  | Борнмут                  |  |  |
|  |     |                   |                           |    |    |                          |  |  |
|  | Защ | Джеймс Макклейн   | 22 апреля 1989 (36 лет)   | 96 | 11 | Уиган Атлетик            |  |  |
|  | Защ | Шеймус Коулман    | 11 октября 1988 (36 лет)  | 67 | 1  | Эвертон                  |  |  |
|  | Защ | Мэтт Доэрти       | 16 января 1992 (33 года)  | 33 | 1  | Атлетико Мадрид          |  |  |
|  | Защ | Джон Иган         | 20 октября 1992 (32 года) | 26 | 1  | Шеффилд Юнайтед          |  |  |
|  | Защ | Каллум О’Дауда    | 23 апреля 1995 (30 лет)   | 26 | 1  | Кардифф Сити             |  |  |
|  | Защ | Дара О’Ши         | 4 марта 1999 (26 лет)     | 13 | 0  | Вест Бромвич Альбион     |  |  |
|  | Защ | Нейтан Коллинз    | 30 апреля 2001 (24 года)  | 6  | 1  | Вулверхэмптон Уондерерс  |  |  |
|  | Защ | Эндрю Омобамиделе | 23 июня 2002 (23 года)    | 5  | 0  | Норвич Сити              |  |  |
|  |     |                   |                           |    |    |                          |  |  |
|  | ПЗ  | Джефф Хендрик     | 31 января 1992 (33 года)  | 77 | 2  | Рединг                   |  |  |
|  | ПЗ  | Алан Браун        | 15 апреля 1995 (30 лет)   | 27 | 5  | Престон Норт Энд         |  |  |
|  | ПЗ  | Джош Каллен       | 7 апреля 1996 (29 лет)    | 23 | 0  | Бернли                   |  |  |
|  | ПЗ  | Джейсон Найт      | 13 февраля 2001 (24 года) | 17 | 1  | Дерби Каунти             |  |  |
|  | ПЗ  | Джейсон Моламби   | 6 августа 1999 (25 лет)   | 17 | 0  | Вест Бромвич Альбион     |  |  |
|  | ПЗ  | Джейми Макгрэт    | 26 сентября 1996 (28 лет) | 17 | 0  | Данди Юнайтед            |  |  |
|  | ПЗ  | Марк Сайкс        | 4 августа 1997 (27 лет)   | 17 | 0  | Бристоль Сити            |  |  |
|  | ПЗ  | Уилл Смоллбон     | 21 февраля 2000 (25 лет)  | 0  | 0  | Сток Сити                |  |  |
|  |     |                   |                           |    |    |                          |  |  |
|  | Нап | Трой Парротт      | 4 февраля 2002 (23 года)  | 17 | 4  | Престон Норт Энд         |  |  |
|  | Нап | Чидози Огбене     | 1 мая 1997 (28 лет)       | 13 | 3  | Ротерем Юнайтед          |  |  |
|  | Нап | Адам Айда         | 11 февраля 2001 (24 года) | 13 | 0  | Норвич Сити              |  |  |
|  | Нап | Майкл Обафеми     | 6 июля 2000 (25 лет)      | 7  | 2  | Бернли                   |  |  |
|  | Нап | Уилл Кин          | 11 января 1993 (32 года)  | 4  | 0  | Уиган Атлетик            |  |  |
|  | Нап | Эван Фергюсон     | 19 октября 2004 (20 лет)  | 2  | 0  | Брайтон энд Хоув Альбион |  |  |
|  | Нап | Майкл Джонстон    | 19 апреля 1999 (26 лет)   | 0  | 0  | Витория (Гимарайнш)      |  |  |

## Тренеры
- Без тренера (1921—1969)
- Мик Миган (1969—1971)
- Лиам Тьюхи (1971—1973)
- Шон Томас (1973)
- Джонни Гайлс (1973—1980)
- Алан Келли (1980)
- Эойн Хэнд (1980—1985)
- Джек Чарльтон (1986—1995)
- Мик Маккарти (1996—2002)
- Дон Гивенс (2002—2003)
- Брайан Керр (2003—2005)
- Стив Стонтон (2006—2007)
- Дон Гивенс (и. о., 2007—2008)
- Джованни Трапаттони (2008—2013)
- Ноэль Кинг (и. о., 2013)
- Мартин О'Нил (2013—2018)
- Мик Маккарти (2018—2020)
- Стивен Кенни (2020—2023)
- Джон О’Ши (и. о., 2024)
- Хеймир Хадльгримссон (с 2024)

## Лучшие игроки
Зелёным игроки, продолжающие карьеру в сборной
| №  | Имя             | Период    | Матчи | Голы |
| -- | --------------- | --------- | ----- | ---- |
| 1  | Робби Кин       | 1998—2016 | 146   | 68   |
| 2  | Шей Гивен       | 1996—2016 | 134   | 0    |
| 3  | Джон О’Ши       | 2001—2018 | 118   | 3    |
| 4  | Кевин Килбэн    | 1997—2011 | 110   | 8    |
| 5  | Джеймс Макклейн | 2012—2023 | 103   | 11   |
| 6  | Стив Стонтон    | 1988—2002 | 102   | 7    |
| 7  | Дэмьен Дафф     | 1998—2012 | 100   | 8    |
| 8  | Эйден Макгиди   | 2004—2017 | 93    | 5    |
| 9  | Нилл Куинн      | 1986—2002 | 91    | 21   |
| 9  | Гленн Уилан     | 2008—2018 | 91    | 2    |
| 11 | Тони Каскарино  | 1985—2000 | 88    | 19   |
| 11 | Шейн Лонг       | 2007—2021 | 88    | 17   |

| №  | Имя              | Голы | Матчи | Голов за матч |
| -- | ---------------- | ---- | ----- | ------------- |
| 1  | Робби Кин        | 68   | 146   | 0,46          |
| 2  | Нилл Куинн       | 21   | 91    | 0,23          |
| 3  | Фрэнк Стэплтон   | 20   | 71    | 0,28          |
| 4  | Дон Гивенс       | 19   | 56    | 0,34          |
| 4  | Джон Олдридж     | 19   | 69    | 0,28          |
| 4  | Тони Каскарино   | 19   | 88    | 0,22          |
| 7  | Шейн Лонг        | 17   | 88    | 0,20          |
| 8  | Кевин Дойл       | 14   | 63    | 0,22          |
| 8  | Ноэл Кантуэлл    | 14   | 36    | 0,39          |
| 8  | Джонатан Уолтерс | 14   | 54    | 0,26          |
| 11 | Джимми Данн      | 13   | 15    | 0,87          |
| 11 | Джерри Дейли     | 13   | 48    | 0,27          |
| 13 | Иан Харт         | 11   | 64    | 0,17          |
| 13 | Джеймс Макклейн  | 11   | 103   | 0,11          |

## Футбольная форма

### Домашняя
| Классическая | 1978—1984 | 1984—1985           | 1985—1986 | 1986—1987 | 1988—1990 · Евро-1988 | 1990—1992 · ЧМ-1990 | 1992—1994 | 1994—1995 · ЧМ-1994   | 1995—1996 | 1996—1998             |
| 1998—2000    | 2000—2002 | 2002—2003 · ЧМ-2002 | 2003—2004 | 2004—2006 | 2006—2008             | 2008—2010           | 2010—2012 | 2012—2014 · Евро-2012 | 2014—2016 | 2016—2017 · Евро-2016 |
| 2017—2018    | 2018—2019 | 2019—2020           | 2020—2022 | 2022—2023 | 2023—2024             | 2024—н. в.          |           |                       |           |                       |

### Гостевая
| 1978—1984             | 1984—1985           | 1985—1986 | 1986—1987 | 1988—1990 | 1990—1992 · ЧМ-1990 | 1992—1994 | 1994—1995 · ЧМ-1994 | 1995—1996             | 1996—1998 | 1998—2000 |
| 2000—2002             | 2002—2003 · ЧМ-2002 | 2003—2004 | 2004—2006 | 2006—2008 | 2008—2009           | 2009—2010 | 2010—2012           | 2012—2013 · Евро-2012 | 2013—2014 | 2014—2016 |
| 2016—2017 · Евро-2016 | 2017—2018           | 2018—2019 | 2019—2020 | 2020—2022 | 2022—2023           | 2023—2024 | 2024—н. в.          |                       |           |           |

### Резервная
| 2008—2010 | 2012—2014 | 2016—2017 |

Источник:,